# Viktor Kaplan
Viktor Kaplan (Mürzzuschlag, 27 novembre 1876 – Unterach am Attersee, 23 agosto 1934) è stato un ingegnere e inventore austriaco.

## Biografia
Kaplan nacque da una famiglia di ferrovieri. Dopo aver frequentato le scuole a Vienna, nel 1895 si iscrisse alla Vienna Technical University, specializzandosi nei motori diesel a combustione interna. Dal 1900 per un anno svolse il servizio militare a Pola.
Dopo un primo periodo di lavoro a Vienna, nell'ambito dei motori, si trasferì all'università di Brno, come ricercatore nell'istituto di ingegneria civile. Qui a Brno raggiunse il titolo di professore ordinario nel 1909.
Nel 1912 pubblicò il suo più noto lavoro: la Turbina Kaplan, un rivoluzionario motore idrico che ben si adattava alla produzione di energia elettrica. Dal 1912 al 1913 brevettò quattro innovazioni su questa turbina.
Nel 1921 la prima turbina Kaplan fu costruita dalla Storek per un'industria tessile della bassa Austria. Dopo il successo ottenuto su questa prima installazione, l'uso delle Kaplan ottenne una vera espansione e ben presto divenne una delle turbine idrauliche più usate.
Morì ad Unterach am Attersee, in Austria, nel 1934 a causa di un ictus cerebrovascolare.